# I Never Said Goodbye
I Never Said Goodbye es un álbum de estudio de Sammy Hagar, convirtiéndose en su único trabajo discográfico como solista mientras hacía parte de la agrupación Van Halen. El álbum fue grabado en solo diez días solamente para cumplir un contrato firmado con la disquera Geffen Records.

## Lista de canciones
Todas fueron escritas por Sammy Hagar, excepto "Back into You", escrita por Hagar y Jesse Harms.

### Lado uno
1. "When the Hammer Falls" - 4:09
2. "Hands and Knees" - 4:52
3. "Give to Live" - 4:23
4. "Boys' Night Out" - 3:19
5. "Returning Home" - 6:17

### Lado dos
1. "Standin' at the Same Old Crossroads" - 1:46
2. "Privacy" - 5:23
3. "Back into You" - 5:15
4. "Eagles Fly" - 5:00
5. "What They Gonna Say Now" - 5:09

## Créditos
- Sammy Hagar - voz, guitarra
- Eddie Van Halen - bajo, guitarra en "Eagles Fly"
- Jesse Harms - teclados
- David Lauser - batería, coros